# Mars-mező (Róma)

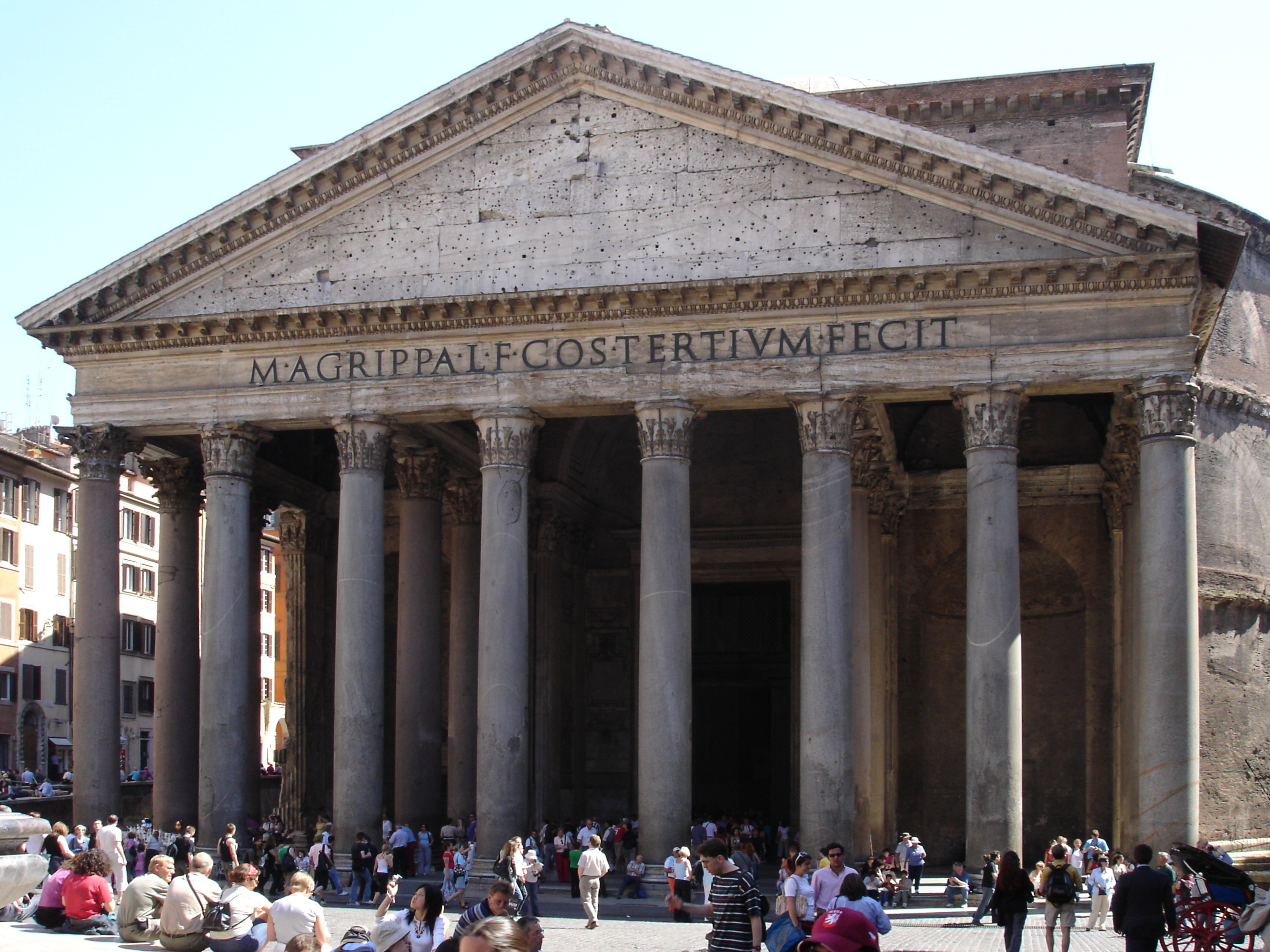
A Pantheon a Mars-mező szimbolikus épülete már az ókor óta.

A Mars-mező (latinul Campus Martius, olaszul Campo Marzio) az ókori Róma több, mint két négyzetkilométernyi területe volt. A középkorban Róma város legnépesebb része. A ma Campo Marziónak nevezett IV. kerülethez (rione) az eredeti Mars-mezőnek csak egy része tartozik.
Az ókori Mars-mező a központi Capitolinus dombtól északra feküdt, egészen a császárkorig a pomeriumon (a szűkebb városhatáron) kívül. A hadba indulók gyülekezési helye volt, mielőtt beépítették. Nevét a római hadistenről, Marsról kapta.

## Fekvése
A mintegy 250 hektáros terület észak-déli irányban több, mint két kilométernyi hosszan nyúlik el a Capitolinus mellett, a Porta Flaminiáig (a mai Porta del Popoloig). Kelet-nyugati irányban a legszélesebb része kicsit kevesebb, mint két kilométer, a Quirinale-palota és a folyó között. Az ókorban 10-15 méteres tengerszint feletti magasságban feküdt (ami mára 13-20 méterre nőtt), a Tiberis folyó (a mai Tevere) szintje felett pedig csak 3-8 méterre, és emiatt gyakran elöntötte a víz. Lapos terület volt, de nevezetes pontjai már a beépítése előtt voltak az antik beszámolók szerint, mint a Tiberis szigettől északra fekvő tölgyliget, vagy a Palus Caprae nevű lápos, Romulus mondabeli égbeszállásának a helye.

## Az ókorban
Róma eredetmítosza szerint a városalapító Romulus és Remus, Rhea Silvia ikerfiait gyermekként a későbbi Campus mellett elfolyó Tiberis hullámaira bízták. Egy anyafarkas nevelte őket, és évtizedekkel később visszatérve megalapították Rómát amelynek később Romulus lett az egyetlen királya, miután megölte Remust. Mikor az élete végéhez ért, a város szélénél fekvő mezőn – a Mars-mezőn – leereszkedett egy felhő, és az égbe ragadta.
A városfal és a Tiberis közt fekvő mező Róma utolsó etruszk királya, Tarquinius Superbus idején az uralkodó tulajdona lett. Miután legyőzték és száműzték, a mezőt Mars hadistennek ajánlották, aki a legenda szerint a városalapító testvérek apja volt. Róma katonái itt gyülekeztek, amikor tavaszonta az ellenséges törzsek ellen indultak. A mező közepéhez közel egy kis Mars-oltár volt, de ezen kívül a Kr. e. 5. századig nem változtattak a mező természetesen képén.
Kr. e. 435-ben építették a Mars-mezőn egy kitisztított területen a Villa Publicát ("a nép házát"), ahol ötévente a rómaiak censusát (népszámlálását) tartották.
A Kr. e. 3. század közepén kezdődött pun háborúk már azt jelentették, hogy a hadszínterek távol kerültek Rómától magától, és így már nem lehetett a Mars-mezőn összevonni a hadsereget. Ugyanakkor ömlött a gazdagság Rómába, és a hadvezérek nagy építkezésekbe kezdtek, hogy  új templomokkal mondjanak hálát az isteneknek. A templomok mellett faszerkezetű piacok és a szórakoztatás céljait szolgáló építmények is épültek, bár ezek ideiglenesnek bizonyultak.
Sulla idejétől a befolyásos rómaiak építési telkeket vásárolhattak, vagy kaphattak, és insulák (apartment házak) és villák nőttek ki egymás után a földből a Mars-mezőn. A Mars-mezőre hívták össze a háromféle római népgyűlés egyikét, a comitia centuriatát, és itt rendezték a városi milícia gyűléseit. Kr. e. 55-ben Pompeius itt építtette meg Róma első kőszínházát, a Pompeius-színházat. Miután Kr. e. 52-ben leégett a Curia Hostilia, a Szenátus időnként a színházban ülésezett. Itt gyilkolták meg Kr. e. 44-ben Julius Caesart. A terület választások idején gyülekezőhelyül is szolgált. Caesar úgy tervezte, hogy a Mars-mezőn építik fel a népszavazások helyszínéül szolgáló Saeptát. Ez akkor nem valósult meg, de utóda, Augustus idején igen, Kr. e. 26-ban. Korábban, Kr. e. 33-ban Augustus építtette fel a Mars-mezőn a dalmát háború zsákmányából épült Porticus Octaviaet.
A Mars-mező Augustus idején lett hivatalosan is a város része. Ekkor Rómát 14 kerületre osztották. A Mars-mező maga két kerülethez került: keleti része a VII., Via Lata kerülethez, a folyóhoz közelebbi rész pedig a IX.-hez, a Circus Flaminiushoz.
A Mars-mezőn építtette a Szenátus – az Augustus által megteremtett béke tiszteletére – az Ara Pacist (a Béke Oltárát). Felépültek Agrippa fürdői is: Marcus Agrippa az eredetileg mocsaras területet parkká. fürdőkké és templomokká alakíttatta. Ő építtette a Porticus Argonautarumot és a Pantheont is. Az utóbbit Hadrianus átépíttette, és ma is áll. Kr. e. 19-ben Agrippa fejezte be az Aqua Virgót is, amely a fürdőket és szökőkutakat vízzel látta el.
A Mars-mező akkor még nem benépesült északi részében épült fel Augustus mauzóleuma.
A Marcellus-színház építéséhez már Julius Caesar idején előkészitették a területet, de Caesart meggyilkolták, mielőtt az építkezés megkezdődött. Kr. e. 17-ben már használták a szinházat. Az Ízisz-templom építésének pontos ideje nem ismert: talán Kr. e. 20 és 10 között épült, vagy Caligula idején (37-41). Nero császár fürdőt és hidat építtetett. A 64-ben történt nagy tüzet követően Domitianus építtette újra a leégett épületeket, felhúzatott egy új stadiont is (aminek a helyén ma a Piazza Navona van), és egy Odeiont (előadóházat). Hadrianus az anyósa, az isteni Matidia tiszteletére építtetett egy templomot, Antoninus Pius pedig Hadrianus tiszteletére.
Ezt követően legközelebb csak Aurelianus uralkodása idején (270 to 275) voltak újabb jelentős építkezések a Mars-mezőn. Miután hosszú ideig, a rómaiak büszkeségére, nem fenyegette semmilyen támadás a várost, és igy védművekre se volt szüksége, 270-ben germán törzsek özönlöttek át a határon és Észak-Itáliát is elérték. Aurelianus ekkor rendelte el a 19 kilométer hosszú, tornyokkal megerősitett 6-8 méter magas téglafal épitését, amely a császárról az Aurelianus-fal nevet kapta. Aurelianus nem érte meg az építkezés befejezését, a falat utódja,  Probus fejezte be 276-ban. Felépültével a Mars-mező szemmel láthatóan is a város szerves részévé vált.
A 4. század közepére, mikor II. Constantius császár ellátogatott Rómába, az egykori fővárosba, a pogány templomok közül sok már nem működött. A helyüket keresztény templomok kezdték elfoglalni. A pogány templomokat közül egyeseket leromboltak, másokat épitőanyagként használtak fel, és voltak olyanok, amelyek új szerepet kaptak, mint a Pantheon. 663-ban bronz tetőlapjait leszedték és ólomra cserélték, ami Gregorius szerint "a túlzott kapzsiság és az arany utáni túlzott sóvárgás" következménye volt. ” Az 5. században Rómát kétszer is felégették és kifosztották: 410-ben a vizigótok és 455-ben a vandálok. 408 és 508 között három földrengés rázta meg a várost, 398-ban és 411-ben ár mosta el alacsonyabban fekvő területeit. Sok márvány oszlopból és díszítményből mészport gyártottak.
12. vagy 13. századi írásában Magister Gregorius megcsodálta azokat a mars-mezei épületeket, amelyekről tudni lehetett, hogy ókoriak, de a nevük már feledésbe merült. Az egyik római dombról letekintve, feljegyezte, hogy a régi épületeket "tornyok erdeje" váltotta fel. 1581-ben a francia esszéíró Michel Montaigne így írt római utazásáról: "Az ókori épületek romjaira, ahogy omladoznak, itt-ott új épületek alapjai kerülnek, mintha nagy sziklatömegek lennének, szilárdak és megbízhatók. Nyilvánvaló, hogy a régi utcák több, mint harminc lábbal mélyebben fekszenek, mint a ma létezők."

## Külső hivatkozások
- Detailed topographical history of the Campus Martius
- Models and maps of the Campus Martius in ancient Rome

## Fordítás
Ez a szócikk részben vagy egészben  a   Campus Martius című angol Wikipédia-szócikk ezen változatának fordításán alapul.  Az eredeti cikk szerkesztőit annak laptörténete sorolja fel. Ez a jelzés csupán a megfogalmazás eredetét és a szerzői jogokat jelzi, nem szolgál a cikkben szereplő információk forrásmegjelöléseként.